# Картедж (Теннессі)
Картедж (англ. Carthage) — місто (англ. town) в США, в окрузі Сміт штату Теннессі. Населення — 2291 особа (2020).

## Географія
Картедж розташований за координатами 36°15′23″ пн. ш. 85°56′35″ зх. д. / 36.25639° пн. ш. 85.94306° зх. д. (36.256436, -85.943091).  За даними Бюро перепису населення США в 2010 році місто мало площу 7,41 км², уся площа — суходіл.

## Демографія
Згідно з переписом 2010 року, у місті мешкало 2306 осіб у 910 домогосподарствах у складі 556 родин. Густота населення становила 311 осіб/км².  Було 1048 помешкань (142/км²).
Расовий склад населення:
| - 88,0 % — білих - 7,2 % — чорних або афроамериканців - 0,9 % — корінних американців - 0,3 % — азіатів - 1,5 % — осіб інших рас |

До двох чи більше рас належало 2,2 %. Частка іспаномовних становила 3,3 % від усіх жителів.
За віковим діапазоном населення розподілялося таким чином: 23,3 % — особи молодші 18 років, 58,2 % — особи у віці 18—64 років, 18,5 % — особи у віці 65 років та старші. Медіана віку мешканця становила 40,3 року. На 100 осіб жіночої статі у місті припадало 82,1 чоловіків;  на 100 жінок у віці від 18 років та старших — 77,1 чоловіків також старших 18 років.
Середній дохід на одне домашнє господарство  становив 43 042 долари США (медіана — 31 742), а середній дохід на одну сім'ю — 56 714 долари (медіана — 46 146). Медіана доходів становила 41 371 долар для чоловіків та 27 381 долар для жінок. За межею бідності перебувало 24,3 % осіб, у тому числі 29,1 % дітей у віці до 18 років та 32,6 % осіб у віці 65 років та старших.
Цивільне працевлаштоване населення становило 789 осіб. Основні галузі зайнятості: виробництво — 30,3 %, освіта, охорона здоров'я та соціальна допомога — 14,1 %, роздрібна торгівля — 11,5 %, науковці, спеціалісти, менеджери — 9,9 %.